# The One (Brisbane)
Pour les articles homonymes, voir The One.
The One est un gratte-ciel en construction à Brisbane en Australie. Il s'élèvera à 263 mètres. Son achèvement est prévu pour 2021. 